# Periferia de Macedonia Oriental y Tracia
La periferia de Macedonia Oriental y Tracia (en griego: Περιφέρεια Ανατολικής Μακεδονίας και Θράκης, romanizado: Periféreia Anatolikís Makedonías kai Thrákis) es una de las 13 periferias de Grecia, y ocupa la parte oriental de la Macedonia griega, al norte del país y gran parte de la Tracia Occidental. La capital de la región es la ciudad de Komotiní. Está dividida en 6 unidades periféricas: Drama, Evros, Kavala, Tasos, Ródope y Xánthi.

## Mayores ciudades

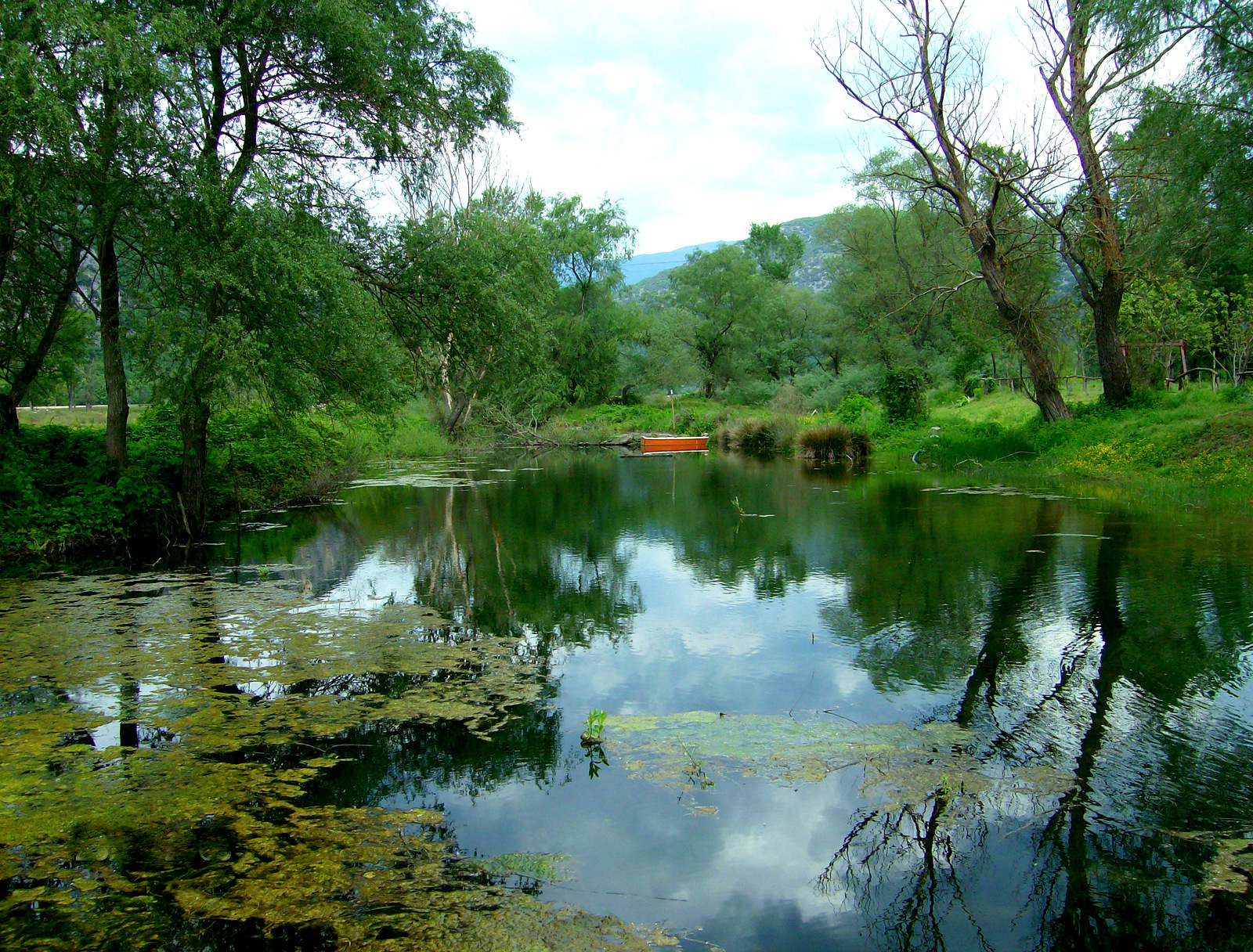
El Parque nacional de Macedonia oriental y Tracia.

- Kavala (Καβάλα) - 74.186 habitantes
- Alejandrópolis (Αλεξανδρούπολη) - 65.894 habitantes
- Komotiní (Κομοτηνή) - 66.580 habitantes
- Drama (Δράμα) - 56.062 habitantes
- Xanthi (Ξάνθη) - 55.360 habitantes

## División administrativa
La periferia está dividida en seis unidades periféricas, que incluyen los 22 municipios de la periferia.  Las unidades periféricas se identifican geográficamente con las respectivas prefecturas, a excepción de las unidades periféricas de Kavala y de Tasos, que resultaron de la división de la prefectura de Kavala en partes continentales e insulares, respectivamente.
| Unidad periférica Περιφερειακή ενότητα                   | Municipio (Δήμος)                                   | Área (km²) | Población (2011) | Población (2021) | Capital                       |
| -------------------------------------------------------- | --------------------------------------------------- | ---------- | ---------------- | ---------------- | ----------------------------- |
| Unidad periférica de Drama Περιφερειακή Ενότητα Δράμας   | Municipio de Kato Nevrokopi Δήμος Κάτω Νευροκοπίου  | 872        | 7.860            | 5.323            | Kato Nevrokopi Κάτω Νευροκόπι |
| Unidad periférica de Drama Περιφερειακή Ενότητα Δράμας   | Municipio de Prosotsani Δήμος Προσοτσάνης           | 482,77     | 13.066           | 10.744           | Prosotsani Προσοτσάνη         |
| Unidad periférica de Drama Περιφερειακή Ενότητα Δράμας   | Municipio de Drama Δήμος Δράμας                     | 833,01     | 58.944           | 55.593           | Drama Δράμα                   |
| Unidad periférica de Drama Περιφερειακή Ενότητα Δράμας   | Municipio de Paranesti Δήμος Παρανεστίου            | 1037,82    | 3.901            | 2.852            | Paranesti Παρανέστι           |
| Unidad periférica de Drama Περιφερειακή Ενότητα Δράμας   | Municipio de Doxato Δήμος Δοξάτου                   | 244,1      | 14.516           | 12.109           | Kalampaki Καλαμπάκι           |
| Unidad periférica de Kavala Περιφερειακή Ενότητα Καβάλας | Municipio de Pangaio Δήμος Παγγαίου                 | 698,01     | 33.683           | 29.592           | Eleftheroupoli Ελευθερούπολη  |
| Unidad periférica de Kavala Περιφερειακή Ενότητα Καβάλας | Municipio de Kavala Δήμος Καβάλας                   | 350,61     | 70.501           | 65.857           | Kavala Καβάλα                 |
| Unidad periférica de Kavala Περιφερειακή Ενότητα Καβάλας | Municipio de Nestos Δήμος Νέστου                    | 678,9      | 23.486           | 20.525           | Chrysoupoli Χρυσούπολη        |
| Unidad periférica de Thasos Περιφερειακή Ενότητα Θάσου   | Municipio de Thasos Δήμος Θάσου                     | 379        | 13.765           | 13.055           | Limenas Λιμένας               |
| Unidad periférica de Xanthi Περιφερειακή Ενότητα Ξάνθης  | Municipio de Xanthi Δήμος Ξάνθης                    | 495,39     | 65.133           | 66.162           | Xanthi Ξάνθη                  |
| Unidad periférica de Xanthi Περιφερειακή Ενότητα Ξάνθης  | Municipio de TopeirosΜύκηςΜύκηςΜύκης Δήμος Τοπείρου | 312,49     | 12.199           | 9.634            | Evlalo Εύλαλο                 |
| Unidad periférica de Xanthi Περιφερειακή Ενότητα Ξάνθης  | Municipio de Myki Δήμος Μύκης                       | 626,97     | 15.724           | 14.521           | Sminthi Σμίνθη                |
| Unidad periférica de Xanthi Περιφερειακή Ενότητα Ξάνθης  | Municipio de Avdira Δήμος Αβδήρων                   | 352        | 18.573           | 17.860           | Genisea Γενισέα               |
| Unidad periférica de Rodopi Περιφερειακή Ενότητα Ροδόπης | Municipio de Komotiní Δήμος Κομοτηνής               | 644,66     | 66.919           | 65.107           | Komotiní Κομοτηνή             |
| Unidad periférica de Rodopi Περιφερειακή Ενότητα Ροδόπης | Municipio de Iasmos Δήμος Ιάσμου                    | 519,34     | 14.890           | 12.346           | Iasmos Ίασμος                 |
| Unidad periférica de Rodopi Περιφερειακή Ενότητα Ροδόπης | Municipio de Maroneia-Sapes Δήμος Μαρωνείας-Σαπών   | 640,11     | 17.186           | 11.983           | Sapes Σάπες                   |
| Unidad periférica de Rodopi Περιφερειακή Ενότητα Ροδόπης | Municipio de Arriana Δήμος Αρριανών                 | 768,89     | 18.178           | 14.944           | Fillyra Φιλλύρα               |
| Unidad periférica de Evros Περιφερειακή Ενότητα Έβρου    | Municipio de Δήμος Σαμοθράκης                       | 178        | 2.723            | 2.622            | Samothraki Σαμοθράκη          |
| Unidad periférica de Evros Περιφερειακή Ενότητα Έβρου    | Municipio de Alexandroupoli Δήμος Αλεξανδρούπολης   | 1219,94    | 72.959           | 71.601           | Alexandroupoli Αλεξανδρούπολη |
| Unidad periférica de Evros Περιφερειακή Ενότητα Έβρου    | Municipio de Soufli Δήμος Σουφλίου                  | 1325,72    | 17.768           | 11.784           | Soufli Σουφλί                 |
| Unidad periférica de Evros Περιφερειακή Ενότητα Έβρου    | Municipio de Didymoteicho Δήμος Διδυμοτείχου        | 569,45     | 23.484           | 16.161           | Didymoteicho Διδυμότειχο      |
| Unidad periférica de Evros Περιφερειακή Ενότητα Έβρου    | Municipio de Orestiada Δήμος Ορεστιάδας             | 967,5      | 39.485           | 31.694           | Orestiada Ορεστιάδα           |